# Rue Saint-Sébastien (Paris)
Pour les articles homonymes, voir Rue Saint-Sébastien.
La rue Saint-Sébastien est une rue du 11e arrondissement de Paris, en France.

## Situation et accès
Elle est située dans le quartier Saint-Ambroise, entre le boulevard Beaumarchais et le boulevard Richard-Lenoir d’une part et la rue de la Folie-Méricourt de l’autre.
Ce site est desservi par la ligne 8 à la station de métro Saint-Sébastien - Froissart.

## Origine du nom
Elle doit son nom à une enseigne représentant saint Sébastien.

## Historique
Elle a été ouverte vers le milieu du XVIIe siècle, entre la rue Amelot et la rue de la Folie-Méricourt sous le nom de « rue de Saint-Étienne » ; elle est tracée sur le plan de Jouvin de Rochefort de 1672.
En 1718, elle prend le nom de « rue Neuve-Saint-Sébastien », en raison d'une enseigne qui représentait saint Sébastien, patron des arquebusiers qui se réunissaient dans une maison située à l'angle de cette rue et du boulevard Richard-Lenoir.
Après avoir été dénommée plus simplement « rue Saint-Sébastien », elle est prolongée entre les boulevards des Filles-du-Calvaire et Beaumarchais et la rue Amelot par ordonnance 9 février 1846.

## Bâtiments remarquables et lieux de mémoire
- Nos 1-3 (et nos 49-50, rue Amelot) : emplacement d'une barricade durant la Semaine sanglante (1871)[2].
- No 19 : ancien hôtel particulier.
- No 24 : école élémentaire Saint-Sébastien.
- No 50 : hôtel Empire.
- Fresque de l'artiste Jan Kalab (2021) sur l'école Alphonse Baudin à l'angle de la rue homonyme[3].
- Carrefour avec le boulevard Richard-Lenoir : emplacement d'une barricade durant la Semaine sanglante.

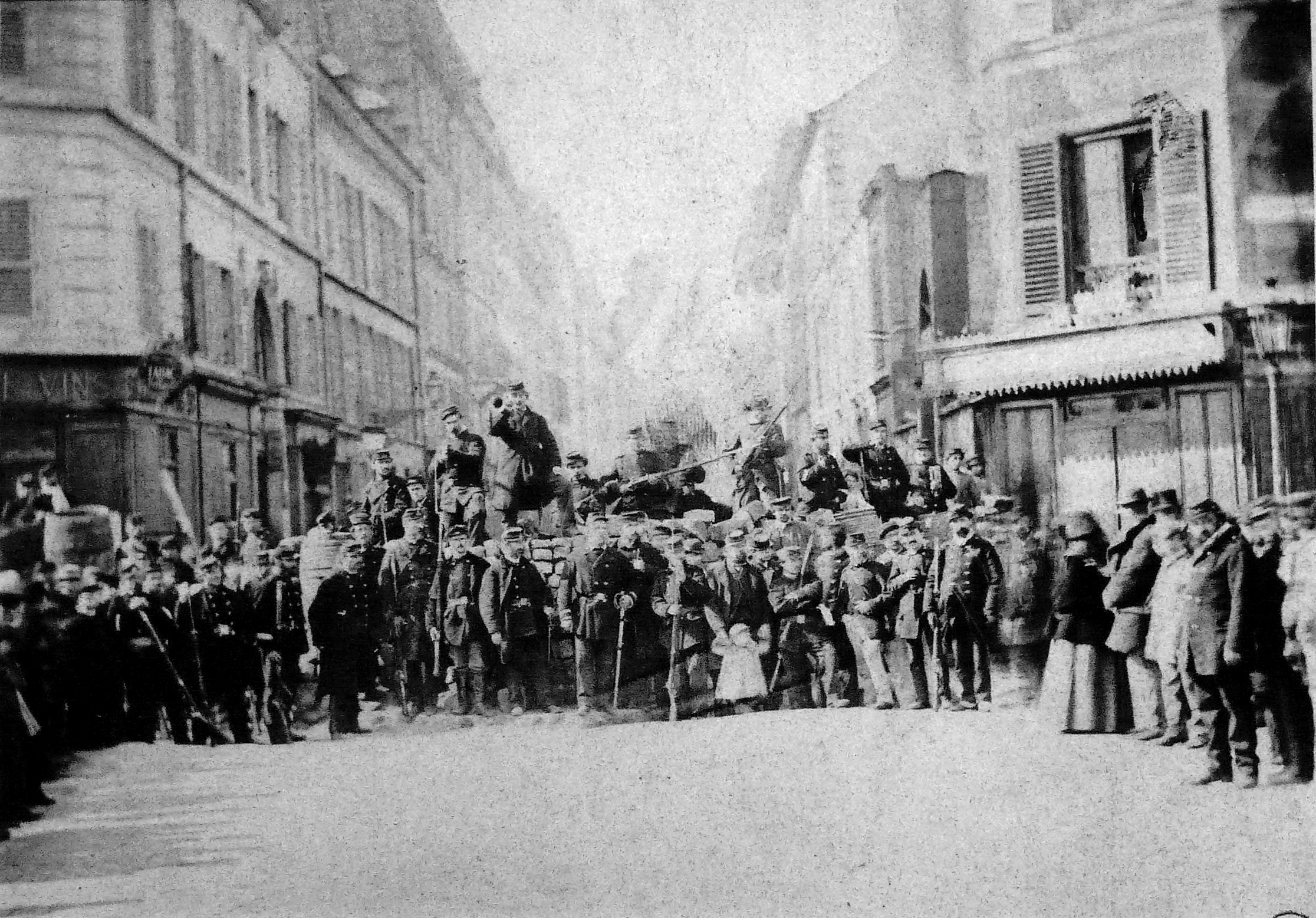
Barricade rue Saint-Sébastien au carrefour avec le boulevard Richard-Lenoir durant la Semaine Sanglante.
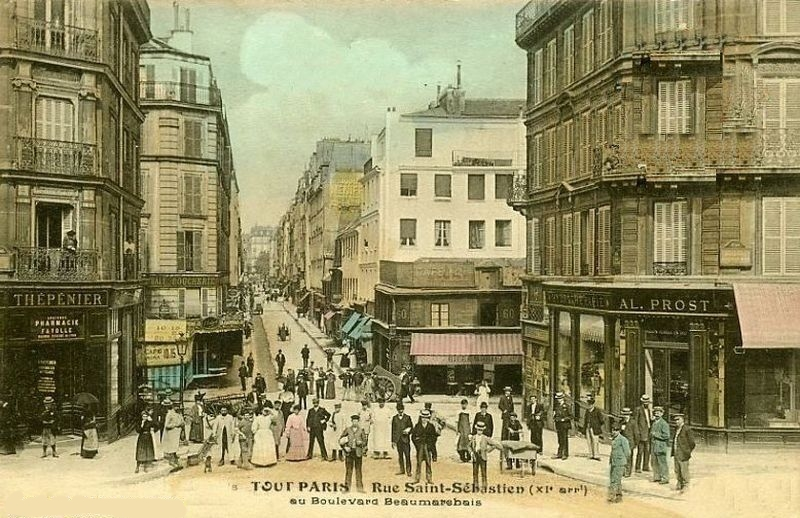
Carte postale de la rue Saint-Sébastien vue du boulevard Beaumarchais, vers 1900.
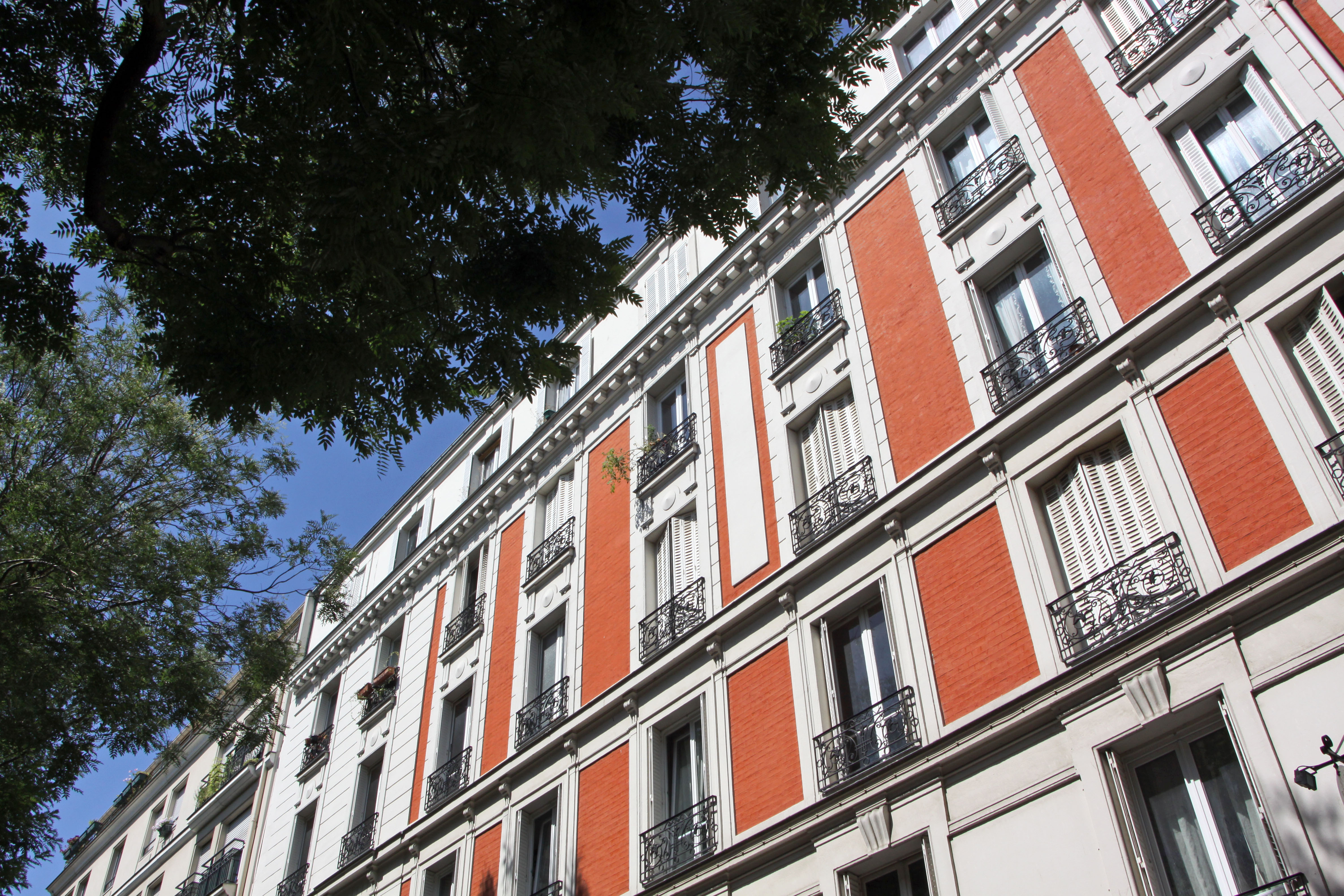
Une façade de la rue Saint-Sébastien.